# 科尔·波特

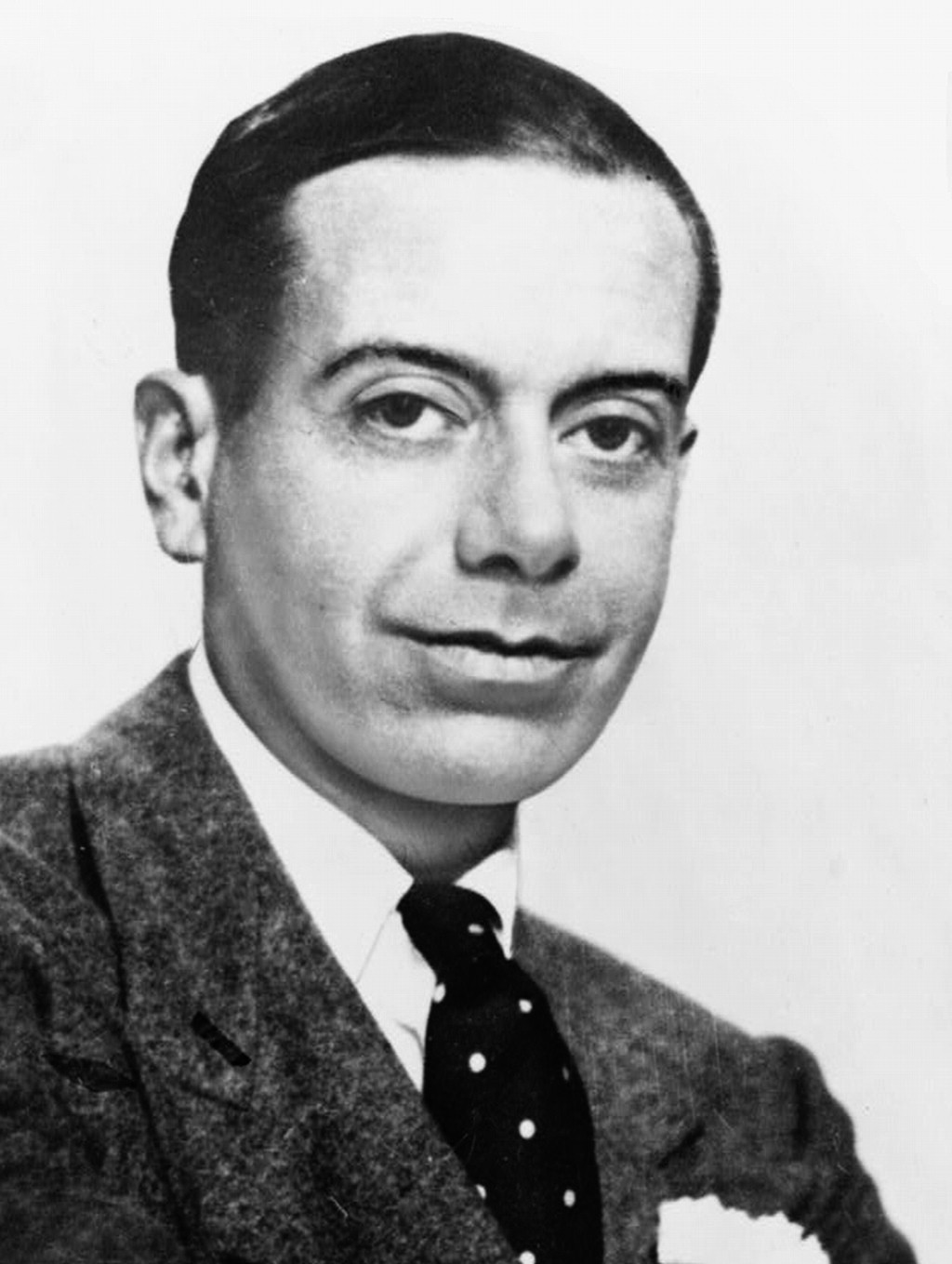
攝於1930年代

科尔·波特（Cole Porter，1891年6月9日—1964年10月15日）是一个美国作曲家和歌曲作者。

## 生平
波特出生于一个美国印第安纳州秘魯的富裕家庭。他以音乐作为自己开始从事的职业。经过传统的训练，他将事业转向音乐剧。经过一个缓慢的开始，他于20世纪20年代开始走向成功。20世纪30年代，他成为一个百老汇音乐剧舞台的主要词曲作者。与许多成功的百老汇作曲家不同的是，波特不仅从事写作歌词，他还写音乐以及歌曲。

## 外部連結
- 官方网站
- 中的“科尔·波特”
- Cole Porter （页面存档备份，存于） discography at Discogs
- 互聯網百老匯資料庫（IBDB）上科尔·波特的資料（英文）
- 互联网外百老汇数据库（IOBDB）上科尔·波特的資料（英文）
- Cole Porter在互联网电影资料库（IMDb）上的資料（英文）
- Cole Porter Birthplace & Museum
- Cole Porter Festival （页面存档备份，存于）
- The Cole Porter Collection at Irving S. Gilmore Music Library, Yale University （页面存档备份，存于）